# Dikraneura luna
Dikraneura luna är en insektsart som beskrevs av Delong och Caldwell 1937. Dikraneura luna ingår i släktet Dikraneura och familjen dvärgstritar. Inga underarter finns listade i Catalogue of Life.